# Bad Boys II
Bad Boys II is een Amerikaanse komische actiefilm uit 2003, en het vervolg op Bad Boys uit 1995. De hoofdpersonen in de film worden gespeeld door Will Smith en Martin Lawrence. De film was financieel gezien een groot succes, maar werd door de meeste filmcritici afgekraakt. "Bad Boys II bevat veel te veel geweld" was een veelgenoemd argument.

## Verhaal
In Amsterdam wordt xtc in doodskisten verstopt en verscheept richting Miami. In de Golf van Mexico worden de kisten in het water gelegd en opgepikt door een kleine speedboot. Een poging van de kustwacht om het bootje te onderscheppen mislukt. In Stiltsville worden de doodskisten overgezet op een vissersbootje en Miami binnengebracht.
Het Tactical Narcotics Team (TNT) houdt zich bezig met drugszaken. Het team heeft een tip gehad van ene "Icepick" over drugssmokkel van xtc van Amsterdam naar Miami. Terwijl de drugs ondertussen al in veiligheid zijn gebracht door de smokkelaars, denken undercoveragenten Mike Lowrey en Marcus Burnett een goede drugsvangst te doen. Ze zijn aanwezig bij een bijeenkomst van Ku Klux Klan-aanhangers. Dan komt er een klein bootje aanvaren met xtc. Lowrey en Burnett houden alle Ku Klux Klan-aanhangers onder schot, maar het wordt uiteindelijk een schietpartij. Marcus wordt geraakt in zijn achterste. De drugsvangst blijkt ook nog eens flink tegen te vallen, het zijn slechts twee zakjes xtc. De grote drugssmokkel hebben ze dus gemist. In Miami worden de drugs ondertussen al verkocht.
Sydney is de zus van Marcus. Ze werkt bij de Drug Enforcement Administration (DEA), maar al haar familieleden denken dat ze daar enkel de administratie doet. Mike, de maat van Marcus, blijkt een relatie te hebben met Sydney. Marcus weet dit niet. Er is nog meer wat Mike niet weet. Marcus wordt binnenkort overgeplaatst, en ze zullen geen partners meer zijn.
Een vrachtwagen stopt voor de deur van een nachtclub van een Russische maffiabaas. De DEA en Mike en Marcus zijn ter plaatse. Sydney bevindt zich in de vrachtwagen en moet geld ophalen voor een derde partij. Sydney vertrekt met het geld, maar een stel Afro-Amerikaanse criminelen wil het geld onderscheppen. Sydney weet te ontsnappen met het geld na een bloederige en spectaculaire achtervolging. Mike en Marcus willen uitleg van Sydney. Het blijkt dat zij zich ook bezighoudt met deze grote drugszaak en daarom undercover is. Ze mag niets meedelen aan de politie van Miami (waarvoor Mike en Marcus ook werken).
Sydney blijkt het geld te hebben afgeleverd bij Johnny Tapia. Tapia hoort van iemand anders hoe Sydney het geld bij hem heeft gebracht, en Tapia wil dat Syd voortaan voor hem gaat werken.
Mike en Marcus willen weten wie die criminele Afro-Amerikanen zijn die het geld wilden onderscheppen. Ze komen erachter waar zij zich bevinden, maar er ontstaat een schietpartij. Eén crimineel overleeft het, en hij heeft een video voor Mike en Marcus die het een en ander zal uitleggen. Op de video is te zien dat er doodskisten met Cubaanse vlaggen erop een mortuarium worden binnengebracht. Het mortuarium blijkt eigendom te zijn van Johnny Tapia. Het is nu wel duidelijk dat hij iets met de drugszaak te maken heeft. Mike en Marcus plaatsen microfoons in het huis van Tapia, door zich voor te doen als rattenverdelgers. Mike pakt daarnaast wat oud papier uit de vuilnisbak om te onderzoeken. Op een van de papieren staat een foto van de "Dixie 7", een boot die eigendom is van twee van de aanhangers van de Ku Klux Klan.
Met behulp van de microfoons zijn Mike en Marcus het doodskistentransport op het spoor. Ze achtervolgen het transport. Tijdens een achtervolging vallen er enkele doodskisten op de weg. Mike en Marcus ontdekken dat er dode mensen in zitten, die helemaal "leeg" zijn gehaald, en later weer zijn dichtgenaaid. 's Nachts gaan Mike en Marcus het mortuarium binnen. Ze ontdekken er opnieuw doodskisten met mensen, maar deze mensen zijn gevuld met xtc. Eindelijk hebben ze de drugszaak grotendeels opgelost. Ze vragen om toestemming aan hun overste om achter Johnny Tapia aan te gaan. Die toestemming krijgen ze.
De handlangers van Tapia hebben ontdekt dat Mike en Marcus samen met Sydney bezig zijn hem te ontmaskeren. Terwijl Mike en Marcus succesvol een lading drugs die in lijken naar Cuba gebracht wordt tegenhouden vanuit een helikopter, worden ze gebeld met de mededeling dat Sydney is ontvoerd.
De DEA en het Tactical Narcotics Team reizen samen met Mike en Marcus af naar het huis van Tapia in Cuba. Het team valt het huis van Tapia binnen. Het wordt een bloederig actiespektakel, maar Tapia ontsnapt. Er volgt een lange achtervolging dwars door een sloppenwijk, waarbij ze ook nog eens vele hutten aan flarden rijden. De film eindigt op een mijnenveld. Tapia houdt Mike onder schot. Sydney en Marcus moeten hun wapens inleveren. Sydney gooit echter haar wapen op een mijn. Een handlanger van Tapia komt om het leven. Marcus schiet snel Tapia neer die op een mijn terechtkomt. De drugssmokkelzaak is opgelost. Marcus besluit zich toch maar niet te laten overplaatsen.

## Rolverdeling
| Acteur                | Personage                                    |
| --------------------- | -------------------------------------------- |
| Hoofdrollen           |                                              |
| Martin Lawrence       | Rechercheur Marcus Burnett                   |
| Will Smith            | Rechercheur Mike Lowrey                      |
| Jordi Mollà           | Hector Juan Carlos 'Johnny' Tapia            |
| Gabrielle Union       | DEA-agente Sydney 'Syd' Burnett, Marcus' zus |
| Peter Stormare        | Alexei                                       |
| Theresa Randle        | Theresa Burnett, Marcus' vrouw               |
| Joe Pantoliano        | Commandant Conrad Howard                     |
| Bijrollen             |                                              |
| Jason Manuel Olazabal | Rechercheur Marco Vargas                     |
| Yul Vazquez           | Rechercheur Mateo Reyes                      |
| Otto Sanchez          | Carlos                                       |
| Jon Seda              | Roberto                                      |
| Oleg Taktarov         | Josef Kuninskavich                           |
| Michael Shannon       | Floyd Poteet                                 |
| Reynaldo Gallegos     | Tito Vargas                                  |
| Treva Etienne         | 'Icepick'                                    |
| Kiko Ellsworth        | 'Blondie Dread'                              |
| John Salley           | Fletcher                                     |
| Bianca Bethune        | Megan Burnett, Marcus' dochter               |
| Jennifer Diaz         | Lupe                                         |
| Dan Marino            | Zichzelf                                     |
| Dennis Greene         | Reggie                                       |
| Gloria Irizarry       | Donna Maria Tapia                            |
| Jessica Karr          | Vrouwelijk lijk in mortuarium                |
| Megan Fox             | Dansend meisje onder waterval (onvermeld)    |

## Achtergronden
- Enkele maanden na de première van de film werd een videospel uitgegeven dat was gebaseerd op Bad Boys II, genaamd Bad Boys: Miami Takedown. Het spel verscheen voor de PlayStation 2, de Xbox, de GameCube en voor de PC. Het spel was geen succes in tegenstelling tot de film. Veel gamemagazines die een lijst van slechtste spellen bijhouden hebben Bad Boys: Miami Takedown in de lijst staan.
- De achtervolgingsscène door een sloppenwijk van Cuba, waarbij de hele sloppenwijk in puin werd gereden, is gebaseerd op de film Police Story van Jackie Chan.
- Regisseur Michael Bay heeft een kleine cameo in de film.
- "Het huis van Tapia" dat volledig wordt vernietigd in de film, stond niet op Cuba maar in Highland Beach in Florida. Het huis zou toch al gesloopt worden, en de filmmakers kochten daarom de rechten om het huis zelf te slopen.
- In de scène waarin Mike en Marcus door een zwembad heen breken, is duidelijk te zien dat deze stunt is gedaan door stuntmannen.
- In de Verenigde Staten bracht de film 130 miljoen dollar op, wereldwijd was dit 273 miljoen dollar. Het was met 130 miljoen dollar een behoorlijk dure film.
- De productie van de film werd enige tijd stopgezet omdat de regisseur een probleem had met zijn financiële adviseurs.
- In een ouder scenario voor de film zou Jimmy Nail ook meespelen.
- Tijdens het opnemen van een autostunt op de MacArthur Causeway in Miami, raakte de bestuurder de macht over het stuur kwijt en reed de auto in op een aantal straatlantaarns. Diezelfde straat werd ook voor enige tijd afgesloten voor de opnamen, waardoor in augustus 2002 duizenden mensen moesten omrijden om naar Miami Beach te gaan.
- Tijdens het opnemen in Cape Florida State Park werd aan de andere kant van dat park ondertussen 2 Fast 2 Furious opgenomen.
- De hond van Marcus die te zien is tijdens de film, is in het echt van regisseur Michael Bay.
- Op het geld dat tevoorschijn komt wanneer Marcus een doodskist openmaakt, staat te lezen "For Hollywood use only" ("Alleen voor gebruik in Hollywood"). Deze fout is weggewerkt in de dvd-versie.

## Prijzen
- BMI Film Music Award 2004 (vanwege de filmmuziek)
- Taurus Award 2004 - Best Stunt Coordination Feature Film (vanwege het stuntwerk)
- Taurus Award 2004 - Best Work with a Vehicle (vanwege de autoscènes)